# 阆州
阆州，位于今四川省东北部，唐朝、宋朝时期设置的州。元朝时，升格为保宁府。

## 建制沿革

### 隆州
唐高祖武德元年（618年），改隋巴西郡为隆州，以阆中为首县（州治所在地，今四川省阆中市保宁街道），下辖阆中县、南部县、苍溪县、南充县、相如县、西水县、三城县、奉国县、仪陇县、大寅县、新井县（从南部县、晋安县划出）、思恭县（从阆中县划出）十二县。武德四年（621年），分南充县、相如县设置果州，仪陇县、大寅县划入蓬州，奉国县划入西平州，新置新政县（今四川省南部县度门镇和平村，从南部县、相如县划出）。武德七年（624年），思恭县并入阆中县。唐太宗贞观元年（627年），废西平州，奉国仍划入隆州。

### 阆州
唐玄宗先天元年（712年），改为阆州，下辖阆中、南部、苍溪、西水、奉国、新井、新政、晋安八县。开元二十三年（735年），岐坪县（今四川省苍溪县歧坪镇）从利州划入阆州。天宝元年（742年），改为阆中郡。唐肃宗乾元元年（758年），仍改为阆州。唐敬宗宝历元年（825年），岐坪县并入奉国县、苍溪县，唐昭宗天复年间（901年—904年）复置。宋神宗熙宁四年（1071年），岐坪县并入奉国县，晋安县并入西水县。宋理宗淳祐三年（1243年），因蒙古入侵，州治曾迁到苍溪县大获山。

### 保宁府
元世祖至元十三年（1276年），升为保宁府。
唐朝阆州刺史
- 刘浚（715年）
- 贾彦璿（开元年间）
- 温续（唐玄宗时）
- 阆中郡太守
- 刘秩（758年）
- 封议（唐肃宗时）
- 王某（763年）
- 马雄（大历年间）
- 刘宾实（大历年间）
- 马炫（大历年间）
- 卢安（大历年间）
- 韦澣（贞元初年）
- 孟翔（788年）
- 徐瑒（贞元年间）
- 裴婴（贞元年间）
- 颜防（贞元年间）
- 郑鋗（贞元年间）
- 郑汇（贞元末年）
- 韩述（812年之前）
- 李正卿（825年）
- 权璩（835年，未任）
- 高元裕（835年）
- 李敬彝（大中初年）
- 陈敬珣（中和年间）
- 杨茂实（887年）
- 王建（887年—889年）
- 晋晖（大顺年间）
- 李继雍（895年）
- 唐彦谦（唐昭宗时）
- 房诞
- 沈逵